# Protestsång

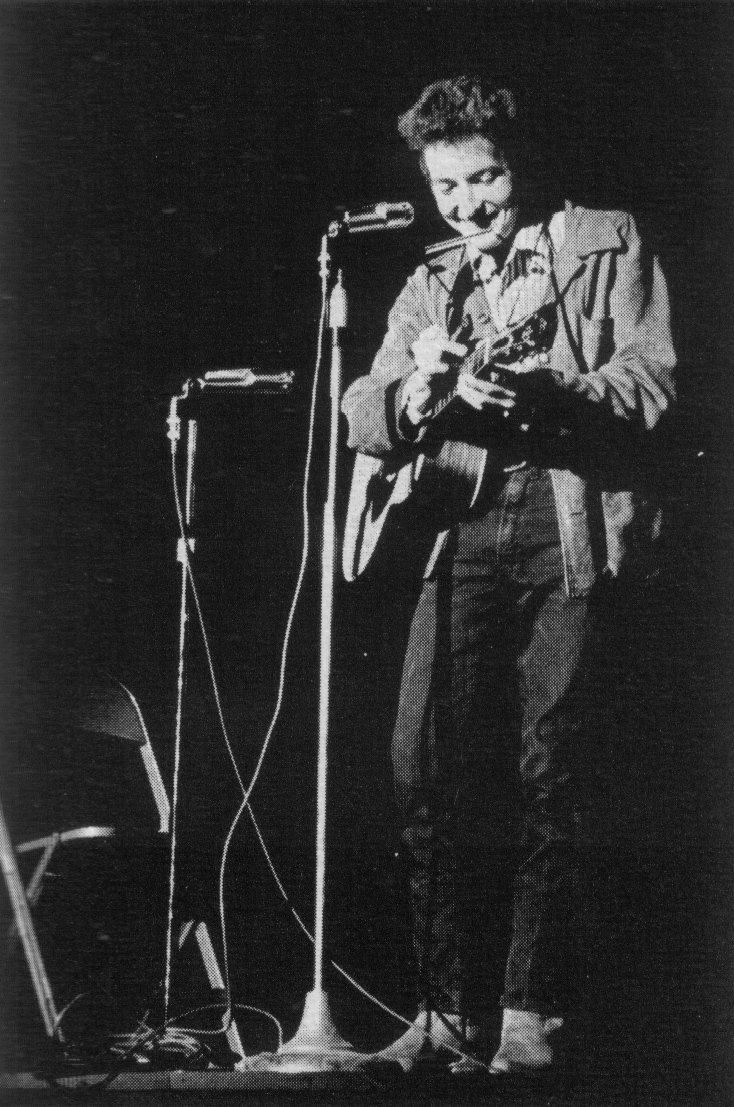
Bob Dylan har komponerat många protestsånger.

En protestsång är en sång som sjungs för att protestera mot och lyfta fram frågor man tycker är fel, till exempel krig, rasism eller orättvisor. Under vänstervågen i slutet av 1960-talet och början av 1970-talet blev många protestsånger hitlåtar. Många protesterade mot krig genom sånger, som till exempel Give Peace a Chance och Imagine, båda av John Lennon. En annan berömd protestsångare blev Bob Dylan, som med sånger som A Hard Rain's A-Gonna Fall, Blowin' in the Wind och Masters of War kritiserade krigsindustrin och krigsviljan. Många protestsångerna framfördes till enkla arrangemang, som akustisk gitarr och munspel.
I det tidiga 1970-talets Sverige bildades många grupper, ofta med socialistiska förtecken, som kallades för progg till exempel Knutna Nävar och Nationalteatern. Här kritiserades även den så kallade kommersiella popmusiken, med fenomen som Abba, Melodifestivalen, Svensktoppen och dansbanden, då denna musik ansågs vara alltför kommersiell.
Under andra halvan av 1970-talet växte punkrockskulturen fram, och då fanns det band som The Clash och Sex Pistols som sjöng om orättvisor. Dock var musiken och sången mer ilsken.